# PINKちゃんねる
PINKちゃんねる（ピンクちゃんねる）はインターネット上の電子掲示板サイトの一つ。匿名掲示板2ちゃんねるの外郭掲示板をうたっている。主なシステムは2ちゃんねると同等である。
時期不明だが、PINKちゃんねるの管理者にはジム・ワトキンスが就任していると一般には信じられている。

## 概要
2ちゃんねると異なる成人向けの掲示板で、18歳未満の利用を禁止する旨が記されているが、かつて21歳未満が利用禁止であった時の表記が完全に更新されておらず一部で表記が21才未満禁止となっている。削除基準は2ちゃんねるで禁止となっている性的表現が許容されている。

## 歴史
2ちゃんねるの発足当初はアダルト系の板も含まれていたが、程なくエロゲー板を除くアダルト系の板は全て閉鎖され、代わって2001年1月にPINKちゃんねるが設置された。
2ちゃんねると違い収入を得る可能性がなかったPINKちゃんねるは、サーバ代金を2ちゃんねるが負担していることが問題視され、2003年末から2004年にかけて閉鎖が危惧された。独立採算の一環として2004年秋に同名のムックを1冊刊行し、連動して2004年から掲示板数を増やしてサーバ会社が持つ自社サイト以外の有料広告を掲載し、掲示板の維持が可能となった。
2006年に入り、風適法改定によるインターネットに対する規制の強化や、西村博之の意向により、PINKちゃんねるの独立性を高めることとなった。削除依頼用の掲示板もPINKちゃんねる独自のものが設けられた。出会い系に関係する板が閉鎖され、目下システムの変更や人材の配置を行っている最中である。
2ちゃんねる上では以前は「大人の時間」カテゴリに分類されており、2ちゃんねるの一部と誤解される理由の1つになっていた。現在では「PINKちゃんねる」カテゴリとされ、2ちゃんねるとは別の掲示板であることを強調している。
基本的にスクリプト荒らしに遭いやすいため、さまざまな対策を講じられていたが、2007年12月25日にPINKちゃんねるの仕様に対する協議の結果で解除されたあと、12月26日前後にスクリプトおよび騒ぎに便乗した利用者によるスレッドdat落ち被害が多発した。
2013年4月18日に、女向ゲー大人板が2ちゃんねるからPINKちゃんねるに移動されると、続いてにゃあ板、801サロンが設立され、4月24日に大人のモバイル板が設立された。
2020年11月、同年10月から施行された日本の改正著作権法によるリーチサイト違法化などを理由に半角文字列板、半角二次元板、半角かな板、アイドル画像板、スポーツ画像板が閉鎖された。